# دروازه انطاکیه

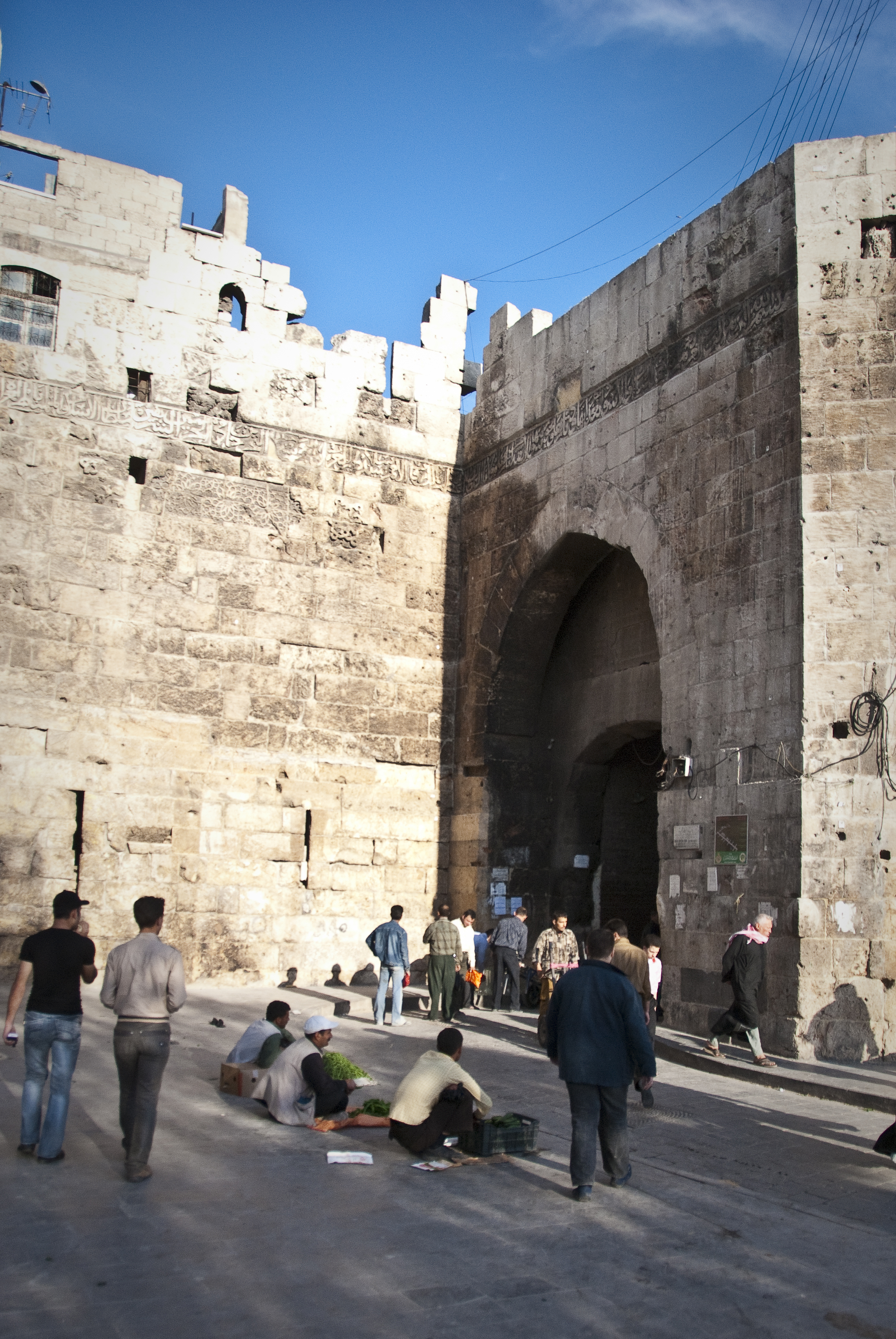
دروازه انطاکیه.

دروازهٔ اَنطاکیه (عربی: بَاب أَنْطَاکِیَّة) یک دروازه دفاعی حیاتی در حلب سوریه است و از سوی غرب از شهر محافظت می‌کند. دروازه انطاکیه در مرکز دیوار غربی شهر قدیمی حلب قرار دارد و نام آن از انطاکیه، پایتخت سوریه باستان گرفته شده‌است، زیرا دروازه خروجی اصلی از حلب بود که به شهر انطاکیه منتهی می‌شد.
این دروازه در زمان حکومت بیزانس، دروازه اصلی شهر به‌شمار می‌آمد، اما در دوران حکومت اسلامی به تدریج اهمیت خود را از دست داد تا اینکه در دوران مملوک‌های مصر، دروازه نقش حیاتی خود را به عنوان نقطه عطف اصلی شهر قدیمی بازیافت. بالای دروازه دو برج موازی برافراشته قرار دارد. به دلیل تاکتیک‌های دفاعی در زیر یکی از برج‌های سمت راست سنگ‌های سفید در اندازه‌های بزرگ (۰٫۸۰ در ۱٫۰۰ متر) کار گذاشته شده‌است. محور اصلی بازار قدیمی حلب از دروازه انطاکیه سرچشمه می‌گیرد.
در جریان نبرد حلب در جنگ داخلی سوریه، دروازه به یک هدف کلیدی برای معارضان سوری تبدیل شد که سعی در تصرف ارگ قدیمی داشتند.